# Yoshitoshi ABe

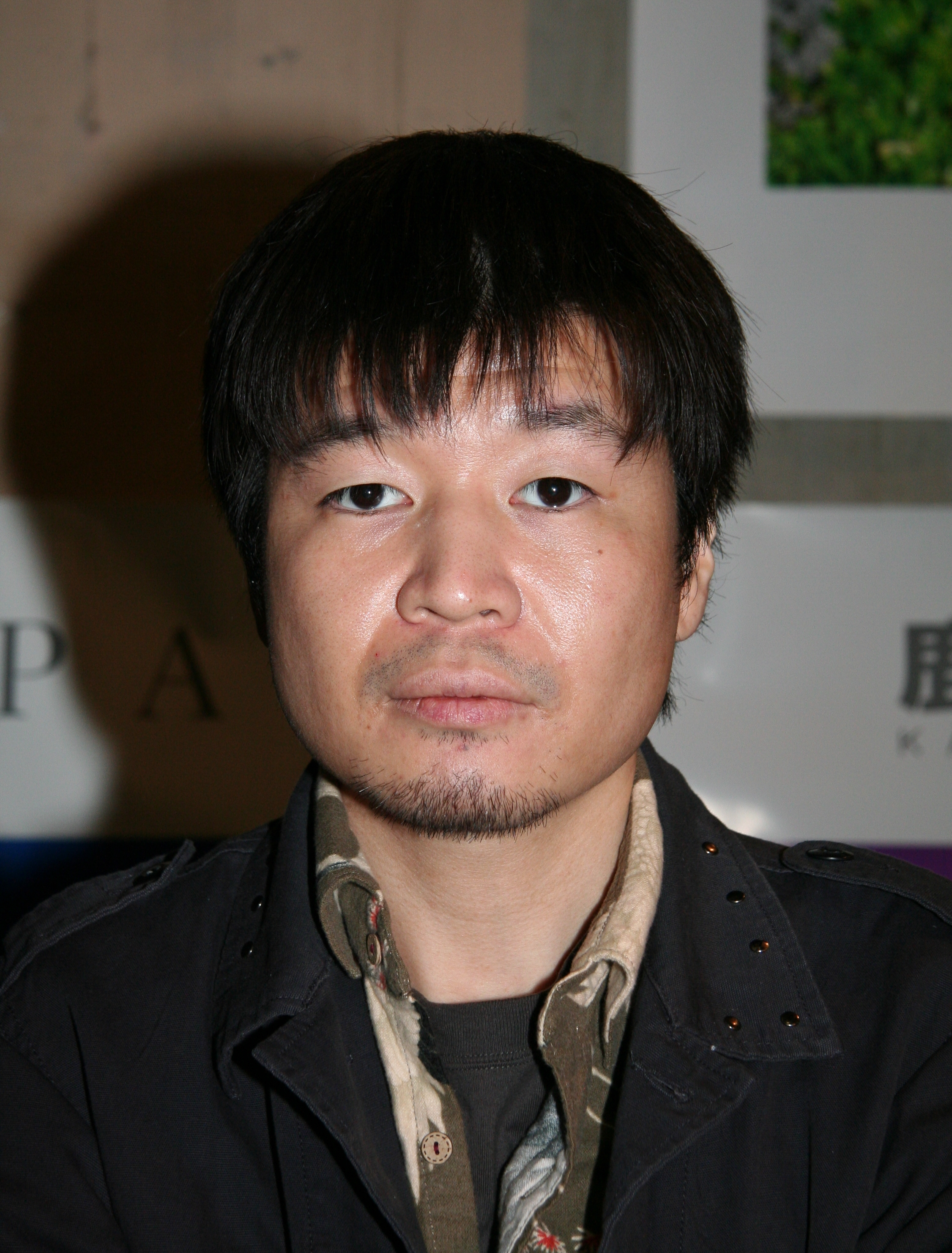
Yoshitoshi ABe in 2007

Yoshitoshi ABe (Japans: 安倍 吉俊) (Meguro, 3 augustus 1971) is een Japans mangaka. Hij ontving een master in de Schone Kunsten aan de Tokyo University of the Arts. Hij hanteert een ruwe stijl, onder meer doordat hij nooit een tekenliniaal gebruikt.
ABe vergaarde zijn eerste roem dankzij de avant-garde anime Serial Experiments: Lain. Hij ontwierp het concept en de personages voor de reeks NieA_7. Daarnaast is hij de maker van de dojinshi Haibane Renmei, welke later verwerkt werd tot een anime.
ABe is een collega en vriend van Chiaki J. Konaka, met wie hij samenwerkte aan Serial Experiments: Lain en Texhnolyze. Gewoonlijk gebruikt hij de romaji-vorm van zijn naam eerder dan kanji. De "B" in "ABe" wordt hierbij met een hoofdletter geschreven als herinnering aan ABe's vroege werk, welke hij uitgaf onder het pseudoniem "AB".

## Loopbaan
ABe begon als tiener in Tokio met het spuiten van graffiti. Hierdoor kreeg hij regelmatig problemen met de politie. Alle concepten die hij in zijn latere leven uitwerkte, zijn geïnspireerd door deze periode van zijn leven.
ABe is bekend als iemand die veel van technologie afweet. Zo tekent hij bijvoorbeeld via iPad. Hij gaf dojinshi uit via digitale kanalen om zo traditionele uitgeverijen te kunnen omzeilen. Het eerste werk waarmee hij dit deed was Pochiyama at the Pharmacy in 2008, welke was bedoeld voor de iPhone en iPod Touch. In 2010 bracht hij I am an Alien, I have a Question uit voor Kindle.

## Privéleven
Op 11 november 2011 trouwde ABe met hedendaags kunstenares Sasaki Yukari, zijn manga assistente sinds 2010. Hun dochter werd geboren op 21 september 2012.

## Oeuvre

### Anime
- Serial Experiments Lain (1998) (personage design)[6]
- NieA 7 (2000) (personage design, scenario)[6]
- Haibane Renmei (2002) (merendeel van het productieproces)
- Texhnolyze (2003) (personage design)
- Welcome to the N.H.K. (2006) (illustraties voor de oorspronkelijke roman)
- RErideD (2018) (personage design)
- Despera (TBA) (personage design)

### Muziek
- Love Song (2005) (illustraties voor de cover en het CD boekje)

### Computerspellen
- Wachenröder (1998)
- Phenomeno (2012)[7]

### Drukwerk
- Dojinshi
  - Furumachi (augustus, 1996)
  - Shooting Star (december, 1996)
  - White Rain (juli, 1997)
  - Sui-Rin (augustus, 1998)
  - Charcoal Feather Federation (Haibane Renmei) (december, 1998)
  - T.Prevue Version 0.9 (augustus, 1999)
  - Faces (december, 1999)
  - K.S.M.E (juli, 2000)
  - Sketches (december, 2000)
  - NieA Under 7 - Under (augustus, 2001)
  - Haibane Renmei - The Haibanes of Old Home (Ch.1) (augustus, 2001)
  - Haibane Renmei - The Haibanes of Old Home (Ch.2) (december, 2001)
  - Haibane Renmei - Haibane Lifestyle Diary (augustus, 2002)
  - Haibane Renmei - The Haibanes of Old Home (Extra) (december, 2002)
  - Ryuu Tai (juli, 2003)
  - Not Found (december, 2003)
  - Haibane Renmei - Kyakuhonshuu - Volume 1 (augustus, 2004)
  - Haibane Renmei - Kyakuhonshuu - Volume 2 (december, 2004)
  - Haibane Renmei - Kyakuhonshuu - Volume 3 (december, 2004)
  - Miscellaneous (december, 2004)
  - GRID. (augustus, 2005)
  - Haibane Renmei - Kyakuhonshuu - Volume 4 (december, 2005)
  - Haibane Renmei - Kyakuhonshuu - Volume 5 (december, 2005)
  - Yakkyoku no Pochiyamasan (december, 2005)
  - Haibane Renmei - Kyakuhonshuu - Volume 6 (augustus, 2006)
  - Yakkyoku no Pochiyamasan 2.0 (augustus, 2006)
  - Yakkyoku no Pochiyamasan 3.0 (augustus 19, 2007)
  - f.p.o. (Fixed Point Observation) (augustus 17, 2008)
  - Ryuhshika (augustus 17, 2008)
  - Yakkyoku no Pochiyamasan 4.0 (december 30, 2008)
- Kunstboeken
  - Serial Experiments Lain - An Omnipresence in the Wired (mei, 1999)
  - Visual Experiments Lain
  - Essence (mei, 2001) *Released in the US*
  - NieA Under 7 - Scrap (July, 2001)
  - Haibane Renmei - In the Town of Guri, in the Garden of Charcoal Feathers (december, 2003)
  - yoshitoshi ABe lain illustrations - ab# rebuild an omnipresence in the wired (Japan: december 2005; US: April 2006)
  - Gaisokyu (augustus, 2007)
- Manga
  - Ame no Furu Basho (debut) Afternoon (April 1994)[8]
  - NieA Under 7 (Vol. 1) (juni, 2001)
  - NieA Under 7 (Vol. 2) (augustus, 2001)
  - All You Need Is Kill (december, 2004)
  - Ryushika Ryushika (2009)
- Samenwerkingen
  - Mutekei Fire - Tarame Paradise Doujins
  - Mutekei Fire - Great Pictorial Guide of Uki-Uki in the World Doujins
  - Mutekei Fire - Tokimeki Shitsumon Bako Doujins
  - Range Murata - Flat
  - Range Murata - Rule - Fa Documenta 003
  - Range Murata - Robot - Volume 01
  - Range Murata - Robot - Volume 02
  - Range Murata - Robot - Volume 03
  - Range Murata - Robot - Volume 04
  - Range Murata - Robot - Volume 05
  - Range Murata - Robot - Volume 06
  - Range Murata - Robot - Volume 07
  - Range Murata - Robot - Volume 08
  - Range Murata - Robot - Volume 09
  - Range Murata - Robot - Volume 10 with "U.C.O."
  - Foo Swee Chin - Muzz Doujins 1-2
  - Akai Kiba - Volumes 1-4
  - Hell Girl, episode 13 - sketches and wallpaint
- Boekenkaften
  - Kami no Keifu Novels 1-3
  - Welcome to the N.H.K.
  - Negative Happy Chainsaw Edge
  - Chojin Keikaku (bunko editie)
  - Slip Manga Collection
  - All You Need is Kill
- Overige
  - "AB Note" yoshitoshi ABe Sketchbook (GoFa 2003)
  - "GoFa Portfolio Collection A" 20 A4 Prints
  - "GoFa Portfolio Collection B" 20 A4 Prints
  - "Kaira" Wani Magazine Comics Special (juli, 2008)

- Bibsys: 12053431
- Biblioteca Nacional de España: XX5410955
- Bibliothèque nationale de France: cb15085056b (data)
- Catàleg d'autoritats de noms i títols de Catalunya: 981058514906506706
- CiNii: DA16441275
- Gemeinsame Normdatei: 1065279485
- International Standard Name Identifier: 0000 0001 1951 0025
- Library of Congress Control Number: no2009041466
- MusicBrainz: 116ce9c6-c664-4063-863c-448ab332b17e
- Bibliotheek van het Japanse parlement: 00736258
- Nationale Bibliotheek van Tsjechië: xx0203250
- Nationale bibliotheek van Australië: 53803693
- Nederlandse Thesaurus van Auteursnamen: 300277482
- Réseau des bibliothèques de Suisse occidentale: 02-A023167818
- Système universitaire de documentation: 165543620
- Trove: 1539350
- Virtual International Authority File: 71686315
- WorldCat: E39PBJkdfRWp3kgJD93qmtDcyd